# ダニエル・ロサス
ダニエル・ロサス（Daniel Rosas、1989年9月18日 - ）は、メキシコのプロボクサー。メキシコシティ出身。

## 来歴
2007年11月16日、ロサスはデビューを果たし4回判定勝ちで白星でデビューを飾った。
2008年には怪我の影響でわずか1試合しかこなせなかったが2009年8月23日、カルロス・ヒメネスと対戦し初回28秒KO勝ちを収めた。
2010年2月6日、後のIBF世界スーパーフライ級王者のファン・カルロス・サンチェス・ジュニアとCABOFEスーパーフライ級王座決定戦を行い、2回1分47秒TKO勝ちで無敗対決を制し王座獲得に成功した。
2010年11月17日、後に亀田興毅に世界挑戦するマリオ・マシアスと対戦し、4回にロサスがキャリア初ダウンを奪われるも5回にダウンを奪い返して反撃。最終8回にはダメ押しのダウンを奪い3-0(76-73、2者が77-72)の判定勝ちを収めた。
2010年12月16日、メキシコのボクシング若手登竜門のトーナメントであるカンペオン・アステカの決勝戦で後にオマール・ナルバエスに挑戦する18戦全勝のフェリペ・オルクタと対戦し、3-0（2者が95-94、96-94）の判定勝ちを収めカンペオン・アステカを優勝した。
2011年5月14日、デビット・ケスパーとWBO世界スーパーフライ級ユース王座決定戦を行い、8回1分48秒TKO勝ちで王座獲得に成功した。
2011年7月2日、フェデリコ・カツベイと対戦し6回1分38秒TKO勝ちで初防衛に成功した。
2011年10月15日、WBO世界スーパーフライ級暫定王座決定戦をWBO世界スーパーフライ級1位のホセ・カブレラと行い、ロサスがキャリア最大の苦戦で試合運びがうまくいかず1-1(114-114、112-116、117-111)の判定で引き分けた為、王座獲得に失敗した。
2012年11月24日、ティフアナでエデュアルド・ガルシアと対戦し、3回1分39秒TKO勝ちを収めた。
2013年8月10日、ロベルト・カスタネダと対戦し、2回11秒KO勝ちを収めた。
2013年10月26日、元IBF世界スーパーフライ級王者ファン・アルベルト・ロサスと対戦し、3-0(100-90、97-93、96-94)の判定勝ちを収めた。
2014年2月15日、元IBF世界スーパーフライ級王者ロドリゴ・ゲレロと対戦し、プロ初黒星となる7回2分26秒TKO負けを喫した。
試合後ロサスはスーパーバンタム級に転向した。
2014年6月14日、WBO世界バンタム級暫定王座決定戦をWBO世界バンタム級3位のアレハンドロ・エルナンデスと行い、0-3の判定負けを喫し、圧倒的有利の下馬評を裏切る形での王座獲得に失敗した。

## 獲得タイトル
- CABOFEスーパーフライ級王座
- WBO世界スーパーフライ級ユース王座